# Melanagromyza boehmeriae
Melanagromyza boehmeriae är en tvåvingeart som beskrevs av Wenn 1985. Melanagromyza boehmeriae ingår i släktet Melanagromyza och familjen minerarflugor. Inga underarter finns listade i Catalogue of Life.